# The Flaw
Pour plus de détails, voir Fiche technique et Distribution.
The Flaw est un film britannique réalisé par Terence Fisher, sorti en 1955.

## Synopsis
Un coureur automobile tente d'assassiner sa femme.

## Fiche technique
- Titre original : The Flaw
- Réalisation : Terence Fisher
- Scénario : Brandon Fleming (en)
- Photographie : Cedric Williams (en)
- Son : Sid Squires
- Montage : Carmen Belaieff
- Musique : Gerrey Levey
- Production : Geoffrey Goodheart
- Production exécutive : Brandon Fleming (en)
- Société de production : Cybex Film Productions
- Société de distribution : Renown Pictures Corporation
- Pays d'origine :  Royaume-Uni
- Langue originale : anglais
- Format : Noir et blanc — 35 mm — 1,37:1 — son mono
- Genre : Thriller
- Durée : 61 minutes
- Dates de sortie : Royaume-Uni : octobre 1955

## Distribution
- John Bentley : Paul Oliveri
- Donald Houston : John Millway
- Rona Anderson : Monica Oliveri
- Tonia Bern : Vera
- Doris Yorke : Mme Bower
- J. Trevor Davies : Sir George Bentham
- Cecilia Cavendish : Lady Bentham
- Vera McKechnie : Nancy
- Ann Sullivan : Enid
- June Dawson : Mme Kelver
- Langley Howard : Harman
- Gerrey Levey : le chanteur
- Herbert St. John : le directeur du théâtre
- Christine Bocca : la jeune fille au guichet
- Derek Barnard : le commissionnaire
- Andrew Leigh : le vieux spectateur
- Eric Aubrey : le jeune homme

## Autour du film
- Ce film est le remake du film du même nom (en) sorti en 1933